# Wilne Połe
Wilne Połe (ukr. Вільне Поле) – wieś na Ukrainie, w obwodzie donieckim, w rejonie wołnowaskim, w hromadzie Komar. W 2001 liczyła 402 mieszkańców.